# 澀谷陽光搖滾
澀谷陽光搖滾（日：サンロッカーズ渋谷）是位於東京都澀谷區的日本職業籃球隊。由「澀谷陽光搖滾股份有限公司」負責營運。俱樂部以日立製作所男子籃球俱樂部為名，母企業為日立製作所，主場館為青山學院大學。
球隊成立於2000年，目前隸屬於日本職業籃球聯盟B.LEAGUE中區。

## 概述
營運公司為世嘉颯美控股(Sega Sammy Holdings )的子公司Sunrockers , Ltd .。
「Sunrockers」這個名稱寓意著「瞄準猛烈灌籃、讓太陽（籃框）震動的團隊」。球隊的代表色為黃色，自日立製作所的企業隊時期便沿用至今。球隊的吉祥物是北極熊 「Sandy」，而官方DJ則是Patrick Yu。
球隊自日立時期以來，共奪得 全國冠軍21次，其中包括 (全日本籃球錦標賽2次、國民體育大會13次、全日本企業聯賽6次。)。

### 球衣贊助商（2023-24賽季）
- 供應商：NEW ERA（2023-24賽季僅露出標誌）[3]
- 球衣前面：KOSE（左肩）、SEGA SAMMY（中央）
- 球衣背面：LIXIL（背號上方）、Hupro（背號下方）[4]
- 球褲：：Fullcast（日语：フルキャストホールディングス）（左前上）[5]、日立製作所（左前下）、PIZZA-LA（右前上）、Tokyu Corporation（右前下）、SEGA（左後下）、Sammy（右後下）

#### 歷任球衣供應商
- Champion（2005-06 賽季 ～ 2022-23 賽季）[6]

#### 歷任贊助商
- 小久保製冰冷藏（日语：小久保製氷冷蔵）（至 2022-23 賽季，球褲右前上，標示「ロックアイス（日语：ロックアイス）」）
- 大塚製藥（至 2022-23 賽季，球褲右前下，標示「Nature Made」）

## 歴史

### 企業隊時期
為了配合 2000年日本籃球聯賽的半職業化（即 JBL超級聯賽 的成立），日立製作所 Rising Sun（創立於1935年）和 日立大阪太陽神（創立於1956年）合併，成立了「日立 Sunrockers」球隊。。主場比賽在 國立代代木競技場還會在日立相關企業較多的千葉縣柏市、日立發源地的 茨城縣，以及由 日立大阪 擴展而來的 大阪府 等近畿地區舉行比賽。柏市還與同地的女子球隊ENEOS Sunflowers合作，舉辦了「柏市籃球教室」。
2013年，隨著參加 日本國家籃球聯賽（NBL），球隊改名為「日立Sunrockers東京」，並設立了以東京和柏市為雙重主場的雙重加盟制度。
儘管包括前身的兩支隊伍在內，長時間未能在聯賽和天皇杯（全日本籃球錦標賽）中獲得冠軍，但在2015年天皇杯 中，球隊首次奪得冠軍。聯賽的最佳成績是JBL 2008-09 賽季獲得亞軍。

### B.LEAGUE

#### 2016-17賽季（B1中區）
在聯盟的區域劃分中，球隊屬於 B1中區。BT Toews擔任主教練（HC）。揭幕戰中，他們對橫濱海盜（橫濱文化體育館）取得兩連勝。開賽初期，球隊位居中區第二，但從 12月 開始進行跨區比賽後，一度跌至中區第四位。新年後，球隊引進了前洛杉磯湖人的Robert Sacre，並以 32勝28敗 的成績，位居中區六支隊伍中的第三名（全聯盟第七位），並以低外卡球隊的身份晉級B聯賽錦標賽。然而，在四分之一決賽中，球隊完敗於中區冠軍川崎勇者雷霆，結束了當季的賽季。
廣瀨健太成為B1聯賽的首屆搶斷王，而凡卓曼禮生則榮獲B1聯賽的首屆最佳新人獎。主場比賽方面，球隊在 青學紀念館 進行了24場比賽，在大田區綜合體育館進行了3場比賽，在墨田區綜合體育館 進行了1場比賽。由於企業隊時期的關係，球隊曾將柏市作為準主場，並且在 流山市民綜合體育館「龜甲萬體育館」舉行了2場比賽。

#### 2024-25賽季（B1中區）
2024年9月24日，球隊宣布將於2026年7月1日起，將主場城市從東京都渋谷區遷移至江東區，並將與東京電擊共同使用計劃中的主場館 TOYOTA ARENA TOKYO。同時，球隊名稱也將隨之更改。

### 過去的球衣
| HOME      | HOME      | HOME      | HOME      | HOME      |
| --------- | --------- | --------- | --------- | --------- |
| 2017 - 20 | 2020 - 21 | 2021 - 22 | 2022 - 23 | 2023 - 24 |
| 2024 - 25 |           |           |           |           |
|           |           |           |           |           |

| AWAY      | AWAY      | AWAY      | AWAY      | AWAY      |
| --------- | --------- | --------- | --------- | --------- |
| 2017 - 20 | 2020 - 21 | 2021 - 22 | 2022 - 23 | 2023 - 24 |
| 2024 - 25 |           |           |           |           |
|           |           |           |           |           |

| 2018 - 19 · 3rd | 2020 - 21 · LIXIL 10周年 · 系列 | 2023 - 24 · 3rd · 音速小子 · 系列 |
|                 |                                 |                                   |

### 應援團隊
- Sunrocker Girls（日语：サンロッカーガールズ） [9]- 自新 JBL 首個賽季起開始活動。

## 歷任總教練
| 教練名         | 接任年份 | 解任年份 | 總冠軍 | 聯盟         | 備註              |
| 小野秀二       | 2007年   | 2013年   |        | JBL          |                   |
| Tim Lewis      | 2013年   | 2014年   |        | 全國籃球聯賽 |                   |
| Michael Olson  | 2014年   | 2016年   |        | 全國籃球聯賽 |                   |
| BT Toews       | 2016年   | 2017年   |        | B聯賽        |                   |
| 勝久傑佛里     | 2017年   | 2018年   |        | B聯賽        | 季中解任          |
| 伊佐勉         | 2018年   | 2022年   |        | B聯賽        | 季中接任 季中解任 |
| 浜中謙         | 2022年   | 2023年   |        | B聯賽        | 季中接任          |
| Luka_Pavićević | 2023年   |          |        | B聯賽        | 現任              |

- 以JBL成立時間開始計算

## 歷年成績

### JBL時期
| 球季    | 勝 | 敗 | 勝率  | 排名 | 備註                     |
| 2007–08 | 16 | 19 | 0.457 | 6    |                          |
| 2008–09 | 23 | 12 | 0.657 | 2    |                          |
| 2009–10 | 23 | 19 | 0.548 | 4    |                          |
| 2010–11 | 16 | 20 | 0.444 | 5    | 因東日本大地震取消季後賽 |
| 2011–12 | 24 | 18 | 0.571 | 3    |                          |
| 2012–13 | 22 | 20 | 0.524 | 4    |                          |

### NBL時期
| 球季    | 勝 | 敗 | 勝率  | 排名    | 備註       |
| 2013–14 | 18 | 36 | 0.333 | 東區第5 |            |
| 2014–15 | 45 | 9  | 0.833 | 東區第1 | 東地區冠軍 |
| 2015–16 | 34 | 20 | 0.630 | 5       |            |

### B聯賽時期
| 球季    | 聯盟   | 勝 | 敗 | 勝率  | 排名      | 備註                   |
| 2016–17 | B1聯賽 | 32 | 28 | 0.533 | 中地區第3 |                        |
| 2017–18 | B1聯賽 | 28 | 32 | 0.467 | 東地區第5 |                        |
| 2018–19 | B1聯賽 | 27 | 33 | 0.450 | 東地區第4 |                        |
| 2019–20 | B1聯賽 | 27 | 14 | 0.659 | 東地區第4 | 因COVID-19取消剩餘賽季 |
| 2020–21 | B1聯賽 | 38 | 22 | 0.633 | 東地區第5 |                        |
| 2021–22 | B1聯賽 | 33 | 26 | 0.559 | 東地區第6 |                        |
| 2022–23 | B1聯賽 | 28 | 32 | 0.467 | 中地區第4 |                        |

## 現役球員
注释：国旗表示球员在FIBA认证赛事中的国家队资格。球员可能拥有其它非FIBA国籍。

## 外部連結
- 澀谷陽光搖滾官方網站 （页面存档备份，存于）（日語）
- 澀谷陽光搖滾的Facebook專頁（日語）
- 澀谷陽光搖滾的Instagram帳戶（日語）
- 澀谷陽光搖滾的X（前Twitter）（日語）